# Formula Student

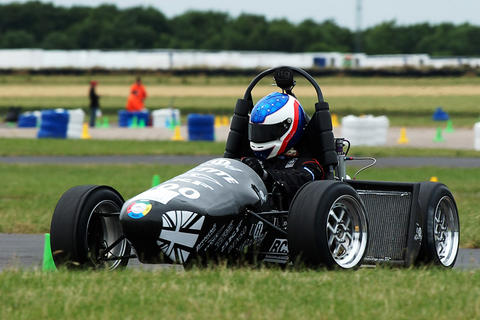
Veículo da classe 1/200

A Formula Student é a versão britânica da competição automóvel Formula SAE entre universidades mundiais, organizada pelo Institution of Mechanical Engineers (em português: Instituto da Engenharia mecânica), Reino Unido, com parceria da organização mundial Society of Automotive Engineers (em português: Sociedade de Engenheiros da Mobilidade).
Trata-se da concepção, desenho e fabrico de um veículo do tipo Fórmula 1. O projecto é inteiramente gerido e realizado por alunos. No final de cada ano, o produto final participará no evento Formula Student que se desenrola em países como Alemanha, Itália ou Inglaterra.

## História
A competição Formula SAE nasceu nos Estados Unidos da América há mais de 20 anos. Em 1998 foi importada para a Europa, realizando-se anualmente na Inglaterra (Leicester) a versão britânica. Recentemente foram criadas provas em Itália (FSAE Italy) e na Alemanha (Formula Student Germany), as quais se realizam, respectivamente, na pista de testes da Fiat e no bem conhecido traçado de Hockenheim.
Versões da competição Formula SAE existem ainda - entre outros - no Brasil (FSAE Brazil), no Japão (FSAE Japan) e na Austrália (FSAE Australia).

## Objectivos
- A filosofia da competição de Formula Student é a de proporcionar, exclusivamente para Universidades, uma competição semelhante, mas reduzida à escala, a todas as grandes competições actualmente existentes no panorama automóvel mundial (Formula 1, Indy Car Racing, etc..);
- Pretendem-se construir os melhores e mais rápidos carros e estimular a tecnologia para obter soluções inovadoras, mas tudo isto tem que ser feito dentro de um apertado budget, respeitando regulamentos complexos com base nas competições automóveis sobre a égide da FIA, e ainda, tendo como finalidade clara a possibilidade de construção, com lucro, de 1000 unidades por ano.

Para se ter uma noção da dimensão da tarefa a realizar, convém lembrar que se trata da concepção, de raiz, de um veículo de competição, o que mesmo para uma marca automóvel representa um enorme esforço financeiro e humano (milhares de horas de trabalho de profissionais qualificados).

## Competição

### Classes
Até 2009 o evento dividia-se em quatro classes:
- Classe 1 - apresentação do carro construído
- Classe 1/200 - para veículos de anos anteriores melhorados
- Classe 2 - apresentação do protótipo em tamanho real
- Classe 3 - apresentação do projecto em computador

A partir de 2010 existem apenas 3 classes:
- Classe 2 - apresentação do projecto do protótipo quase construído
- Classe 1 - apresentação dinâmica do veículo
- Classe 1A - apresentação de veículos movidos a energias alternativas

### Os carros
Os protótipos são monolugares do tipo Fórmula, onde os propulsores utilizados são geralmente de motas, e por regulamento não podem exceder os 615cc mas estão limitados por um restritor de 20mm na admissão. Estes motores têm performances muito interessantes, visto que os melhores aceleram dos 0 aos 100 km/h em menos de 4 segundos, atingindo facilmente velocidades superiores aos 150km/h. Os monolugares têm pesos entre os 170kg e 300kg, com piloto, consoante a opção das equipas em utilizar um ultraleve motor monocilíndrico ou um potentíssimo quatro cilindros.

### Provas
- Existem duas provas: provas estáticas e provas dinâmicas;
- Uma equipa pode fazer um total de 1,000 pontos.

#### Provas Estáticas
- provas que se realizam em todas as classes do evento;

| Technical Inspection          | 0          |
| Cost & Manufacturing Analysis | 100        |
| Presentation                  | 75         |
| Design                        | 150        |
| Total de Pontos Possíveis     | 325 pontos |

#### Provas Dinâmicas
- provas que se realizam apenas na classe 1 e 1A do evento;

| Acceleration              | 75         |
| Skidpad                   | 50         |
| Autocross                 | 150        |
| Fuel Economy              | 50         |
| Endurance                 | 350        |
| Total de Pontos Possíveis | 675 pontos |

### A Gestão do Projecto
As capacidades de organização, apresentação e exposição são testadas num conjunto de provas de Design (Prova de Engenharia), Presentation ( Prova de Marketing) e Cost & Management (Prova de Custos) , que apresentam um peso muito importante na classificação final. 

## Equipas Portuguesas

### ISEL Formula Student
A equipa ISEL Formula Student foi formada em 2013.
Inicialmente, constituída por 7 membros esta tem vindo a expandir-se, contando atualmente com cerca de membros de todos os cursos do ISEL.
A equipa encontra-se albergada no departamento de mecânica do ISEL, na sala M0.32.

#### Evolução Cronológica

##### 2013-2014: Projeção do IFS01
Projecta-se o primeiro carro da equipa, o IFS01.
O conceito desenvolvido é o de um veículo a combustão que tem como principais características a sua leveza, fiabilidade e simplicidade.
A equipa participa na competição em Silverstone de 2014 em classe 2, classe de projeto, onde termina em terceiro lugar.

##### 2014-2015: Construção do IFS01
Após o excelente resultado que obtido em classe 2 em Silverstone e altamente motivada, a equipa inicia a construção do IFS01.
Nesse ano compete-se com o protótipo em Barcelona, recebendo-se uma resposta muito positiva dos júris. O IFS01 destaca-se como o melhor carro de 1º ano na competição.

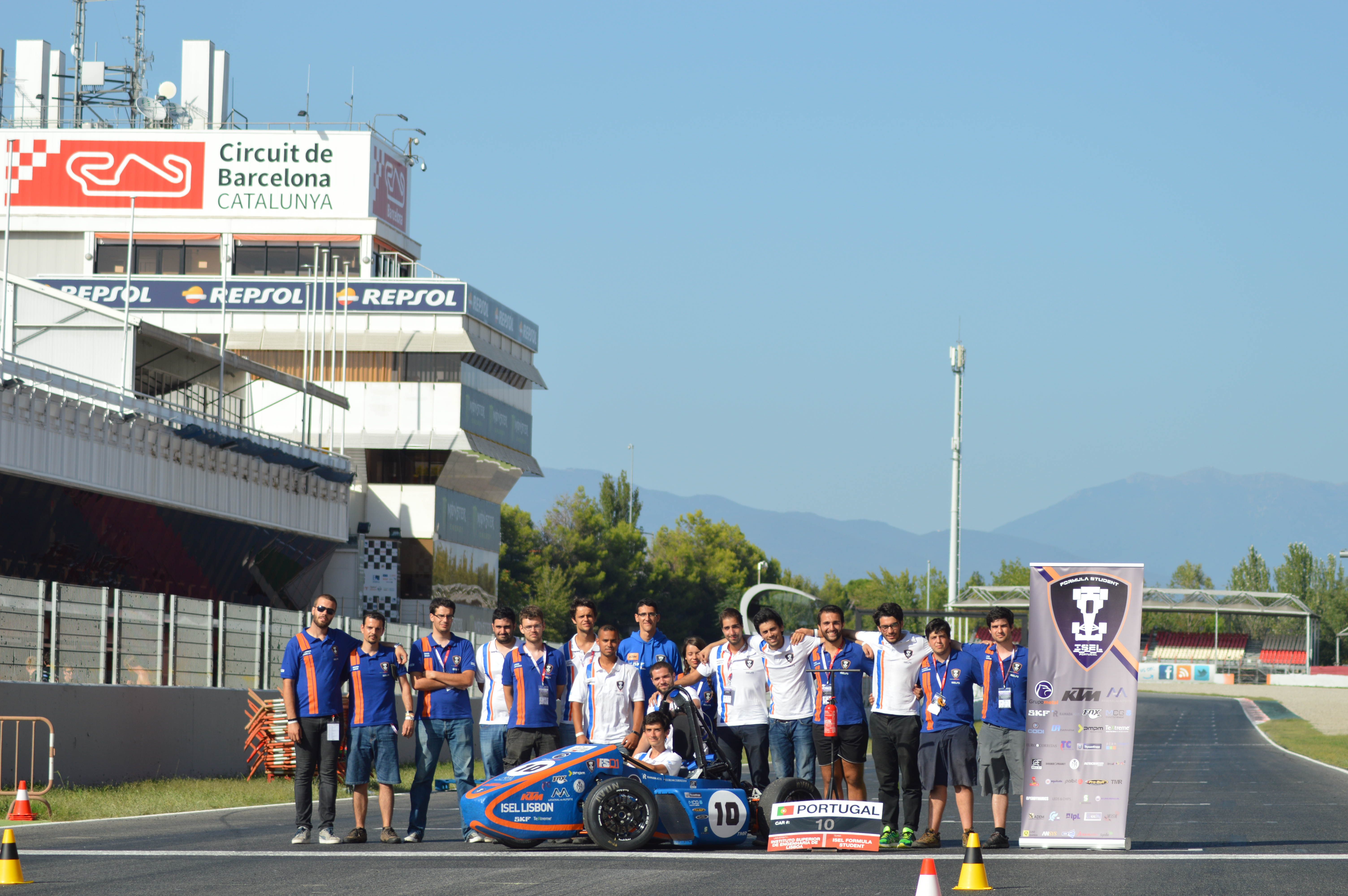
O IFS01 em Espanha

##### 2015-2016: IFS01 EVO
O ano é dedicado a implementar melhorias no IFS01, a vários níveis.
Na competição Formula Student Czech Republic 2017 nota-se um desempenho consideravelmente superior do IFS01.

##### 2016-2017: Projeção do IFS02
Neste ano a ambição continua a definir os objetivos da equipa, ao projetar-se o primeiro carro elétrico da equipa, o IFS02e.

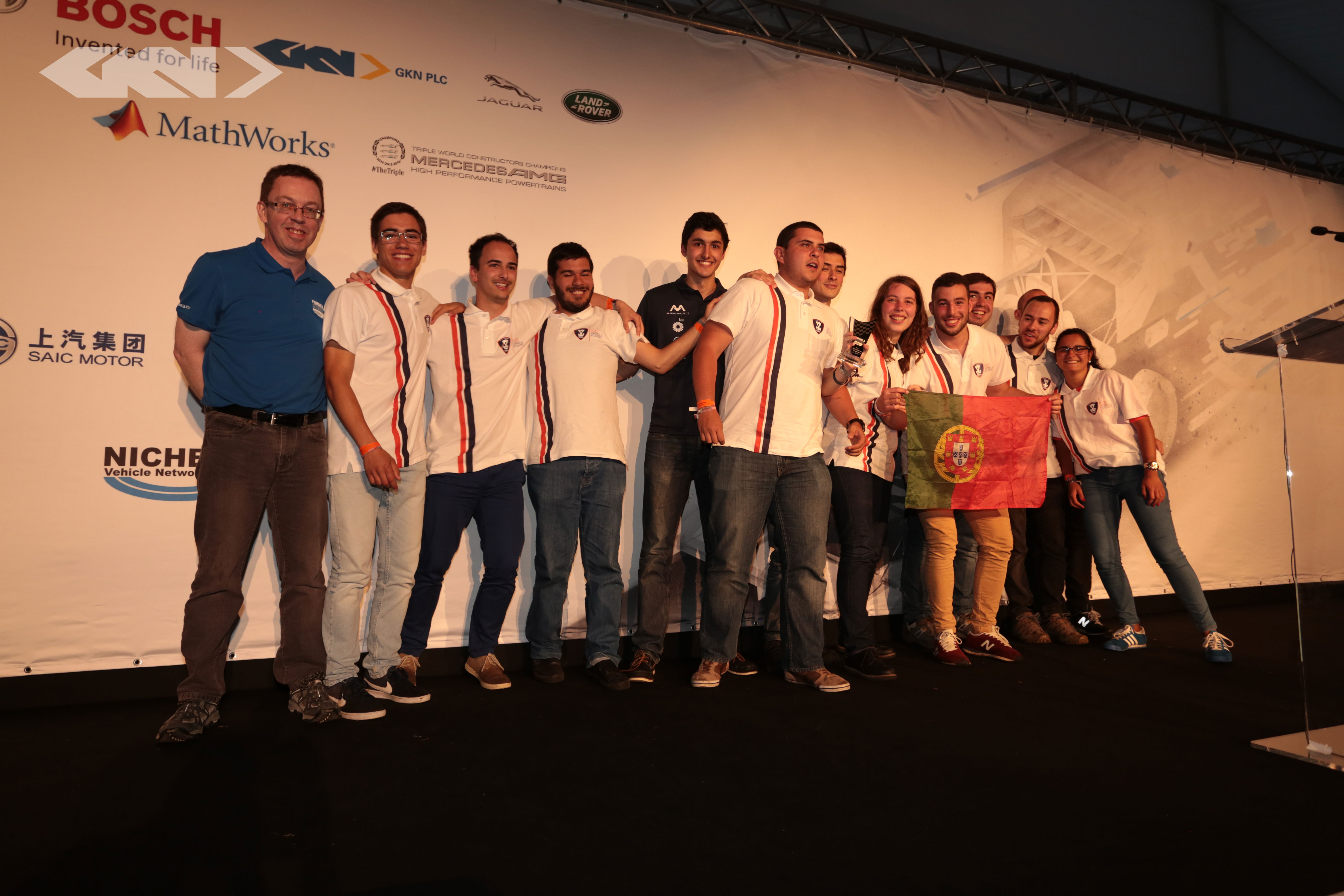

Os objetivos são bastante semelhantes ao do IFS01, focando-se na leveza, fiabilidade e simplicidade. 

##### 2017-2018: Construção do IFS02e
Constroi-se o IFS2e com fim a participar no Formula Student Spain 2018

#### Resultados da equipa
| Ano     | Carro  | Classe | Posição |
| ------- | ------ | ------ | ------- |
| 2014_UK | IFS01  | 2      | 3º      |
| 2015_ES | IFS01  | 1      | 21º     |
| 2016_CZ | IFS01  | 1      | 20º     |
| 2017_UK | IFS02e | 2      | 4º      |

### Projecto FST
O Projecto FST (Formula Student Técnico) é uma iniciativa de um grupo de alunos e professores do Instituto Superior Técnico da Universidade Técnica de Lisboa. Existem actualmente quatro carros construídos, os protótipos FST-01, FST-02, FST-03, FST-04e (propulsão eléctrica) e um quinto a ser projectado.

#### Resultados da Equipa
| Ano  | Carro   | Classe | Posição |
| ---- | ------- | ------ | ------- |
| 2002 | FST-01  | 3      | 6º      |
| 2003 | FST-01  | 2      | 4º      |
| 2004 | FST-01  | 1      | 51º     |
| 2005 | FST-01  | 1(200) | 4º      |
| 2005 | FST-02  | 2      | 2º      |
| 2006 | FST-02  | 1      | 34º     |
| 2006 | FST-03  | 3      | 1º      |
| 2007 | FST-03  | 2      | 2º      |
| 2008 | FST-03  | 1      | 36º     |
| 2009 | FST-04e | 3      | 4º      |
| 2010 | FST-04e | 2      | 1º      |

### Projecto Formula IPLeiria
O Projecto Formula IPLeiria é uma iniciativa de um grupo de alunos do Instituto Politécnico de Leiria. Existe actualmente um carro construído, o protótipo FIPL_01, e o segundo já está a ser projectado.

#### Resultados da Equipa
| Ano     | Carro   | Classe | Posição |
| ------- | ------- | ------ | ------- |
| 2006_UK | FIPL_01 | 3      | 4º      |
| 2007_UK | FIPL_01 | 2      | 1º      |
| 2008_UK | FIPL_01 | 1      | 48º     |
| 2008_DE | FIPL_01 | 1      | 31º     |
| 2009_UK | FIPL_01 | 1/200  | 4º      |

### FSIPLeiria
Após a extinção da equipa Formula IPLeiria, um grupo de estudantes do Instituto Politécnico de Leiria criou, em Setembro de 2012, uma nova equipa de Formula Student.
Esta equipa estreou-se em competições em 2014 na Formula Student UK obtendo logo na sua primeira participação um excelente 4º lugar em Classe 2, num ano em que houve particular quantidade e qualidade na concorrência nesta classe.

#### Resultados da Equipa
| Ano     | Carro | Classe | Posição |
| ------- | ----- | ------ | ------- |
| 2014_UK | T#14  | 2      | 4º      |

### Projecto Engenius - UA Formula Student
O Projecto Engenius - UA Formula Student é uma iniciativa de um grupo de alunos do Dep. de Engenharia Mecânica, ao qual se juntaram alunos do Dep. de Comunicação e Artes e do Dep. Electrónica e Telecomunicações da Universidade de Aveiro. Actualmente o Xante08, o primeiro carro da equipa está em processo de construção.

#### Resultados da Equipa
| Ano  | Carro   | Classe | Posição |
| ---- | ------- | ------ | ------- |
| 2007 | XANTE07 | 3      | 9º      |
| 2008 | XANTE08 | 2      | 1º      |
| 2010 | LYNX    | 2      | 17º     |

IPS Team
A IPS Team é uma iniciativa de um grupo de alunos e professores de Engenharia Mecânica da Escola Superior de Tecnologia de Setúbal do Instituto Politécnico de Setúbal. Existe actualmente um protótipo já construído que tem vindo a ser desenvolvido desde 2006 por diversas equipas. Actualmente está a ser preparado um segundo protótipo para participar em classe 1 na prova Inglesa da competição em 2011.
Resultados da Equipa
| Ano  | Carro      | Classe | Posição |
| ---- | ---------- | ------ | ------- |
| 2010 | EST FSR-01 | 2      | 12º     |

## Páginas web de equipas
- Projecto FST, do Instituto Superior Técnico
- Projecto Formula IPLeiria, do Instituto Politécnico de Leiria
- FSIPLeiria, do Instituto Politécnico de Leiria
- IPS Team, do Instituto Politécnico de Setúbal
- phiSec racing, do Instituto Politécnico de Coimbra
- ISEL Formula Student, do Instituto Superior de Engenharia de Lisboa
- UVigo Motorsport, da Universidade de Vigo (Galiza)